# Philippe Barca-Cysique
Philippe Barca-Cysique (Parigi, 23 aprile 1977) è un pallavolista francese.
Gioca nel ruolo di schiacciatore nel Waremme.

## Palmarès

### Club
- Campionato francese: 1

2004-05